# KARA THE 4th JAPAN TOUR 2015 KARASIA
「 KARA THE 4th JAPAN TOUR 2015 KARASIA 」（カラ・フォース・ジャパン・ツアー・2015 カラシア）は、2015年12月16日にDVD、Blu-ray Discにて発売KARAのライブ映像作品である。

## 概要
2015年9月から開催され全国7ヶ所13公演、約3万5千人の観客を動員した、日本4度目のライブツアーから横浜・パシフィコ横浜国立大ホールの公演を収録。初回盤には、ツアー・メイキング・フィルムを収録。

## 収録曲
DISC1
1. サンキュー サマーラブ
2. ガールズ パワー
3. CUPID
4. ウィスパー
5. ドリーミンガール
6. マンマミーア！
7. I LOVE YOU by スンヨン
8. SAKURA by ギュリ
9. Choco Chip Cookies by ハラ
10. HANABI
11. Last Summer
12. エンドレスナイト
13. サマー☆ジック
14. Honey
15. N.E.V.E.R.L.A.N.D.
16. Sunshine Miracle
17. GO GO サマー！
18. Pretty Girl
19. ジェットコースターラブ
20. ミスター
21. バイバイ ハッピーデイズ！
22. STEP [ENCORE]
23. Rock U [ENCORE]

DISC2
- スペシャル・メイキング・フィルム (初回盤のみ収録)